# Basse fondamentale
Basse fondamentale ("fundamentalbas") var i Jean-Philippe Rameaus musikteori en endast tänkt basstämma, bestående av grundtonerna, primerna till ett styckes samtliga ackord.
En sådan blott teoretiskt angiven basstämma återger styckets inre harmoniska gång och utgör ett led i Rameaus strävan efter att övervinna generalbasen som grundval för harmonisystemet. 